# Nehtaur
Nehtaur ist eine Stadt im indischen Bundesstaat Uttar Pradesh.
Die Stadt ist Teil des Distrikts Bijnor. Nehtaur hat den Status eines Nagar Palika Parishad. Die Stadt ist in 25 Wards gegliedert. Sie hatte am Stichtag der Volkszählung 2011 insgesamt 47.834 Einwohner, von denen 24.947 Männer und 22.887 Frauen waren. Muslimen bilden mit einem Anteil von über 75 % die größte Gruppe der Bevölkerung in der Stadt gefolgt von Hindus mit über 22 %. Die Alphabetisierungsrate lag 2011 bei 71,51 % und damit unter dem nationalen Durchschnitt.